# محسن العزاوي
محسن أحمد محمد العزاوي (1939 - 2023)، هو مخرج وممثل وباحث مسرحي عراقي، له أكثر من 70 عملًا مسرحيًا.

## حياته
ولد محسن العزاوي في عام 1939 في مدينة الناصرية بمحافظة ذي قار وترعرع في أحضان عائلة متوسطة الحال. بدأ مشواره الفني ليقف مخرجاً لأول عمل كتبه عزيز عبد الصاحب، وهو «زنزانة رقم 16» عام 1958، لتستمر رحلته مع الإخراج والتمثيل.

## التعليم
- خريج معهد الفنون الجميلة – قسم المسرح - بغداد.
- خريج أكاديمية الفنون الدرامية والموسيقية – براغ – جمهورية تشيكوسلوفاكيا سابقاً.
- حاصل على الدكتوراه من جامعة تشارلز - كلية الفلسفة - براغ.

## عضوية ومناصب
تولى عدداً من المواقع والمناصب الفنية والإدارية، ومنها:
1. مدير الفرقة القومية للتمثيل للفترة 1975 – 1982.
2. مدير الفرقة القومية للفنون الشعبية بين 1987 – 1991.
3. مدير ومشرف فني لمهرجان بابل الدولي من 1987 لعشر دورات متتالية.
4. مدير مفوض لشركة بابل للإنتاج السينمائي والتلفزيوني.
5. عضو في نقابة الفنانين العراقيين.

## مهرجانات
شارك في العديد من المهرجانات والمؤتمرات العربية والدولية، ومنها:
1. مهرجان دمشق للفنون المسرحية – سوريا.
2. مهرجان القاهرة الدولي – جمهورية مصر العربية.
3. مهرجان المسرح الأردني – عمان – الأردن.
4. مهرجان ملتقى صقر الرشود – الكويت.
5. مهرجان القاهرة التجريبي الرابع عشر – مصر.
6. مهرجان القاهرة الدولي التجريبي – مصر.
7. المهرجان الدولي للسينما والتلفزيون في القاهرة – مصر.
8. مهرجان مسرح الطفل في عمان – الأردن.
9. مهرجان قرطاج المسرحي – تونس.
10. مهرجان مسرح الطفل – ليبيا.

## أعماله

### تمثيل
- الدرس الأول:[7] تمثيل دور جبار الحارس في سنة 2012.
- التيتي جابي القطار، 2013.
- ميم ميم
- طريق نعيمة
- أيوب
- سايق الستوتة
- غربة وطن
- مملكة الشر
- الثانية بعد الظهر
- أم ستوري
- بيوت باردة جدًا
- هدوء نسبي
- الباشا
- رسائل من رجل ميت
- صباح الليل
- عندما تسرق الأحلام
- غرباء الليل
- جحيم الفردوس
- فوبيا بغداد
- المجهول
- ثمنطعش
- رياح الماضي
- مناوي باشا، الجزء الثالث
- ميليشيا الحب
- هذا هو الحب
- الوحاش
- رجل فوق الشبهات
- نساء في حكاية
- المقتفي لأمر الله
- اللاهثون
- حبايبنا
- سواد الليل
- ذئاب الليل، الجزء الثاني
- رجال الظل
- اللسان العربي
- الواهمون
- أنفلونزا
- ربيع شاغر
- مراحل السعادة
- الأماني الضالة
- مكان في الغد
- بابل حبيبتي
- أجنحة الثعالب
- وا معتصماه
- النسر وعيون المدينة
- الحنان له أشرعه
- بضاعة تحت الطلب
- حكايات العطش والأرض والناس
- الأيام الطويلة
- الحياة حلوة
- الذئب و عيون المدينة
- القناص
- حياتنا
- الباحثون
- الرأس
- البيك والسايق
- شهر عسل في الرميلة
- أربعة على الطريق
- الفرار

### إخراج

#### مسرحي
- ليل وطرب
- الطاووس
- طنطل
- الكورة
- شخوص واحداث من مجالس التراث
- الغزاة
- باب الفتوح
- حرم صاحب المعالي
- النجمة البرتقالية
- الوهم
- نديمكم هذا المساء
- مملكة الشحاذين
- الشليلة
- المصيدة
- المحلة
- الشاهد والقضية
- ثورة الموتى
- دعوة بريئة للحب
- أشواق وأسواق
- العالم في ليلة
- البديل

#### أوبرا
- جذور الحب

### إنتاج
- مناوي باشا، الجزء الأول (منتج فني)
- نساء في حكاية (منتج منفذ)

## وفاته
توفي محسن العزاوي صباح يوم الأحد 17 شوال 1444 هـ، الموافق 7 أيار 2023م، بعد صراع طويل مع المرض عن عمر ناهز 84 سنة.